# Conradh na Gaeilge

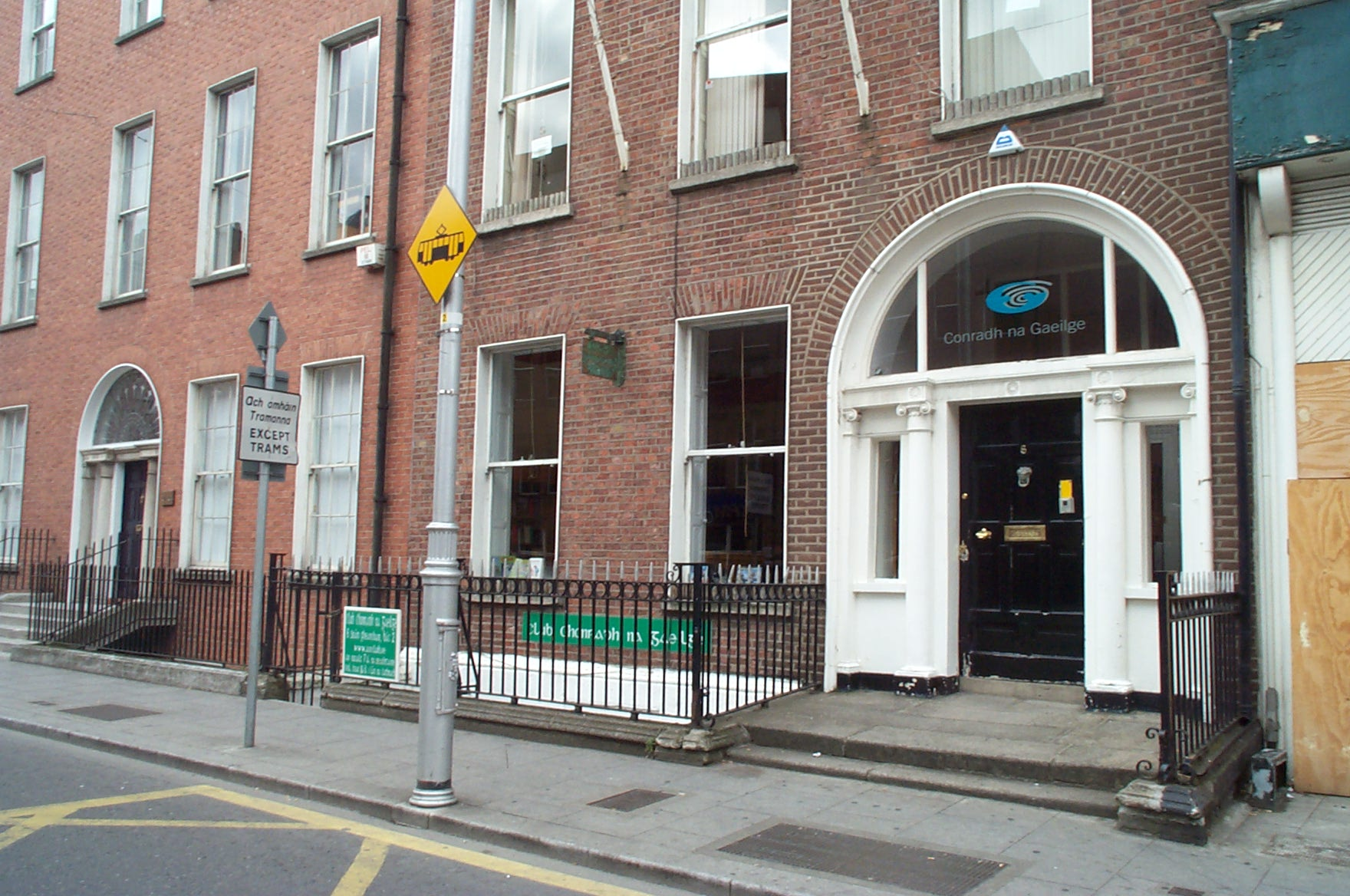
Conradh na Gaeilge, Dublin.

Conradh na Gaeilge (em português: Liga Gaélica) é uma organização "com a finalidade de manter a língua irlandesa falada na Irlanda".

## Origens
A Liga Gaélica foi fundada em Dublin, em 31 de julho de 1893, por Douglas Hyde, um protestante de Frenchpark, Condado de Roscommon, com a ajuda de Eugene O'Growney, Eoin MacNeill, Lucas K. Walsh e outros. A Liga desenvolveu-se a partir da União Gaélica de Ulick Bourke e tornou-se a principal instituição promovendo o Revival gaélico. O primeiro jornal da Liga foi An Claidheamh Soluis (A Espada de Luz) e o seu mais notável editor foi Patrick Pearse.
Embora apolítico, a Liga atraiu muitos nacionalistas irlandeses de diferentes convicções, como a Gaelic Athletic Association. Foi através da Liga que muitos líderes políticos e rebeldes se conheceram, que se estabeleceram as bases para grupos como os Voluntários Irlandeses (1913). No entanto, a Liga não se comprometeu inteiramente com o movimento nacional até 1915, provocando a demissão de Douglas Hyde, que sentiu que a cultura da língua devia estar acima da política. A maior parte dos signatários da Proclamação de 1916 eram membros da Liga.

## A partir de 1922
Após a fundação do Estado Livre Irlandês, em 1922, a organização teve um papel menos proeminente na vida pública como o irlandês foi feito uma disciplina obrigatória nas escolas estatais. A organização bem sucedida da campanha para a adoção do Ato das Línguas Oficiais, de 2003, deu uma maior proteção legal aos falantes da língua irlandesa e criaram o cargo de An Coimisinéir Teanga (O Comissário das Línguas).
Conradh na Gaeilge foi uma das principais organizações responsáveis pela coordenação da campanha bem sucedida de fazer o irlandês um idioma oficial da União Europeia.
Mais recentemente, a organização esteve envolvida numa disputa com o partido político irlandês Fine Gael sobre a parte política do estatuto final da língua irlandesa como uma disciplina obrigatória para o Leaving Certificate. Conradh na Gaeilge tem dito aos eleitores para que, na próxima eleição geral, votem apenas em candidatos que são a favor da língua irlandesa.
A organização tem ramificações em várias partes da Irlanda e está intimamente envolvida no desenvolvimento do festival cultural anual An tOireachtas, bem como do Seachtain na Gaeilge. Conradh na Gaeilge abriu, recentemente, centros de aconselhamento jurídico gratuito (Ionaid Saor Chomhairle Dlí) em Dublin e Galway, em parceria com a FLAC.
Mais recentemente, o Ministro da Comunidade, Desenvolvimento Rural e Assuntos Gaeltacht, Éamon Ó Cuív, anunciou que está a mover a organização fora de sua sede no centro de Dublin e deslocalizar a organização para o coração do Gaeltacht Ráth Cairn em Meath. Ele não citou o motivo por que muitas pessoas estão usando o imóvel.